# Битие и нищо
„Битие и нищо. Опит за феноменологическа онтология“ (на френски: L'Être et le néant: Essai d'ontologie phénoménologique) е книга от 1943 година на френския философ Жан-Пол Сартр, в която авторът представя индивидуалното съществуване като предхождащо индивидуалната същност и се опитва да демонстрира съществуването на свободна воля.
Докато е военнопленник през 1940 и 1941 година, Сартр прочита „Битие и време“ (1927) на Мартин Хайдегер. Тази книга, онтологическо изследване от гледна точка и чрез методологията на Хусерловата феноменология, дава тласък на философската работа на самия Сартр.
Макар и повлиян от Хайдегер, Сартр е дълбоко скептичен към всеки начин, чрез който човечеството би могло да постигне някакво състояние на лично задоволство, подобен на хипотетичната Хайдегерова повторна среща с битието. За Сартр човекът е същество, преследвано от образа на „завършеност“, който той нарича ens causa sui („причиняващо себе си битие“), който много религии и философи идентифицират като Бог. Роден в материалната реалност на собственото си тяло, в материална вселена, човекът вижда себе си като вмъкнат в битието.
„Битие и нищо“ е смятана за най-значимата философска книга на Жан-Пол Сартр, оригинална, въпреки влиянието на Хайдегер, и най-важният нехудожествен израз на Сартровия екзистенциализъм. На български език е издадена в два тома от издателство Наука и изкуство през 1994 и 1999.